# Nadir.org
Nadir.org ist ein Internetportal mit Sitz in Hamburg. Es versteht sich als „ein Informationssystem zu linker Politik und sozialen Bewegungen im Internet“. Es ist eine der ältesten und früher bedeutendsten von linken Gruppen und Initiativen genutzten Internetseiten. Seit 2006 wurden Neueinträge weitestgehend eingestellt, ein Manifest gegen Vorratsdatenspeicherung wurde im Oktober 2008 veröffentlicht. Nach und nach wurde es durch die offene Informationsplattform indymedia abgelöst. Themen waren unter anderem Antifaschismus, Antirassismus und Arbeit gegen Sexismus.
Insbesondere wurden die Zeitschriften Radikale Zeiten, die Rote Hilfe Zeitung, Gegendruck, Zeck und Interim elektronisch bereitgehalten.
Die Infogruppe Hamburg stellte das Portal 1994 ins Netz. Im Kontext eines Interviews in Analyse & Kritik, Zeitung für linke Debatte und Praxis von 2001 heißt es hingegen „nadir.org gibt es seit 1993, damals noch als Mailbox. Seit 1995 sind wir im Web vertreten.“ Die ersten Jahre nach der Gründung 1998 wurde der Webauftritt der Wochenzeitung Jungle World auf Nadir gehostet. 2001 war Nadir an der Gründung und Entwicklung der deutschsprachigen Version von Indymedia mit beteiligt.
Der Name des Portals beruhte auf einer Fehlinformation über den astronomischen Begriff Nadir – den auf der Himmelskugel gegenüber dem Zenit liegenden Punkt beziehungsweise dessen Richtung – als allgemeiner einen „Punkt, auf den eine Zentralperspektive in unendlich weiter Entfernung zuläuft“ bzw. einen „Fluchtpunkt in der Unendlichkeit“.
Das Portal wird vom Verein Nadir.org e. V. betrieben, der auch medienrechtlich verantwortlich ist.
Nadir.org ist laut Verfassungsschutzbericht des Landesamtes für Verfassungsschutz NRW aus dem Jahr 2004 „das älteste linksextremistische Portal“.